# Парфенюк, Николай Евгеньевич
Никола́й Евге́ньевич Парфеню́к (родился 11 марта 1957 года) — советский и российский музыкант, композитор, аранжировщик, вокалист. Заслуженный артист Российской Федерации (2003).

## Биография
Родился 11 марта 1957 года. В 1979 году окончил Брестский инженерно-строительный институт.
С 1974 года играл в музыкальной группе «Золотая середина», которая в 1981 году была переименована в «Сверстники». В 1983 году начал работать в составе группы «Феникс». Через год «Феникс» развалился, и Николай после непродолжительной работы в коллективе «Синяя птица» перешёл в группу «Транс», в которой играли Сергей Рудницкий и Анатолий Абрамов — музыканты расформированного «Аракса». В 1987 году, когда Крис Кельми со своим коллективом «Рок-Ателье» принял решение уйти из «Ленкома», музыканты «Транса» пришли работать в театр, а в 1989 году «Аракс» был реанимирован. В «Ленкоме» в составе группы «Аракс» Николай Парфенюк работает и поныне.
Как композитор, Парфенюк написал музыку к множеству кинофильмов, наиболее известные из которых — «Львиная доля» и телесериал «Д. Д. Д. Досье детектива Дубровского». Песни Николая Парфенюка исполняли «ленкомовские» актёры Николай Караченцов и Дмитрий Певцов, Виктор Раков, Сергей Степанченко.

## Фильмография

### Композитор
- 1993 — «Маленький принц»
- 1999 — «Д. Д. Д. Досье детектива Дубровского»
- 2001 — «Львиная доля»
- 2001 — «Удар Лотоса»
- 2002 — «Шатун»
- 2003 — «Баязет»
- 2003 — «Полосатое лето»
- 2004 — «32 декабря»
- 2004 — «Именины»
- 2005 — «Девять неизвестных»
- 2005 — «Атаман»
- 2005 — «Неотложка-2»
- 2006 — «Любовь и страсти Марии»
- 2006 — «Не было бы счастья…»
- 2006 — «Последний приказ Генерала»
- 2007 — «Дело чести»
- 2008 — «Батюшка»
- 2008 — «Висяки»
- 2008 — «Спасите наши души»
- 2010 — «Шериф»
- 2011 — «Бомбила»
- 2011 — «Правила маскарада»
- 2011 — «Зверобой-3»
- 2012 — «Братаны-3. Продолжение»
- 2012 — «Средство от смерти»
- 2013 — «Агент»
- 2013 — «Учитель в законе. Возвращение»
- 2014 — «Алхимик. Эликсир Фауста»
- 2015 — «Смешная жизнь»
- 2015 — «Достали!»
- 2016 — «Все возрасты любви»
- 2018 — «Петербургский роман»

### Телевидение
- 1996 — д/ф «Смерть в режиме молчания. История лодки К-19 „Хиросима“»
- 1999—2000 — д\с «Собрание заблуждений» (ОРТ)
- 2001—2002 — передача «Хмурое утро» (М1)
- 2003 — д/с «Казённый дом» (ТВЦ)
- 2004 — д/ф «Сверх лав стори» (Культура)
- 2004—2006 — фестиваль «Настоящее документальное кино» (ТВЦ)
- 2011—2014 — передача «Кулинарный поединок» (НТВ)

### Роли в кино
- 1996 — «Карьера Артура Уи. Новая версия» — зазывала, исполнитель зонгов
- 2005 — «Неотложка-2»

### Вокал
- 1991 — «Чип и Дейл спешат на помощь» (вступительная песня, с серии «Безумный Дейл» по серию «Ракушечный бум»)
- 1993 — «Тридцатого уничтожить!»
- 1996 — «Дорогая редакция» (РТР)
- 1996 — «Раз в неделю» (РТР)
- 2000 — «Бременские музыканты & Co»

## Дискография
- 1989 — «Королевский гамбит» (винил)
- 1990 — «Забвенье» (винил)
- 1993 — «Позови меня домой» (CD)
- 1993 — «Маленький принц» (CD)
- 1994 — «Movie and Dance» (CD)
- 1995 — «Всадники ветра» (CD)
- 1996 — «Ночная дорога» (CD)
- 2000 — «Собрание заблуждений» (CD)
- 2002 — «Мы рядом идём» («Поют актёры театра „Ленком“)» (CD)[5][6]

## Песни
- «Душа» (слова Вероники Долиной), исполняет Николай Караченцов
- «Железная Дева» (слова Вероники Долиной), исполняет Николай Караченцов
- «Москва» (слова Вероники Долиной), исполняет Николай Караченцов
- «Ах, мой ангел» (слова Вероники Долиной), исполняет Николай Караченцов
- «Доля» (слова Николая Парфенюка), исполняет Дмитрий Певцов
- «В пути» (слова Ксении Энтелис), исполняет Дмитрий Певцов
- «Ангел» (слова А. Виста), исполняет Дмитрий Певцов[4][5]